# Encantada-Ranchito-El Calaboz
Encantada-Ranchito-El Calaboz es un lugar designado por el censo ubicado en el condado de Cameron, Texas, Estados Unidos. Según el censo de 2020, tiene una población de 1981 habitantes.
En los hechos, la zona está conformada por tres barrios o colonias de la ciudad de San Benito, en el área metropolitana de Brownsville–Harlingen–Raymondville, ubicados sobre el río Grande, que delimita la frontera entre Estados Unidos y México. 

## Geografía
El CDP está ubicado en las coordenadas 26°2′5″N 97°38′11″O / 26.03472, -97.63639. Según la Oficina del Censo de los Estados Unidos, tiene una superficie total de 6.87 km², de la cual 6.81 km² corresponden a tierra firme y 0.06 km² es agua.

## Demografía
Según el censo de 2020, hay 1981 personas residiendo en la zona. La densidad de población es de 290.9 hab./km². El 35.1% de los habitantes son blancos, el 0.5% son afroamericanos, el 1.3% son amerindios, el 0.1% son asiáticos, el 20.8% son de otras razas y el 42.2% son de una mezcla de razas. Del total de la población, el 95.9% son hispanos o latinos de cualquier raza.
De acuerdo con la estimación 2015-2019 de la Oficina del Censo, alrededor del 34.9% de la población está bajo el umbral de pobreza.